# Tebing Linggahara Baru
Tebing Linggahara Baru is een bestuurslaag in het regentschap Labuhan Batu van de provincie Noord-Sumatra, Indonesië. Tebing Linggahara Baru telt 4148 inwoners (volkstelling 2010).